# Slaget ved Hohenlinden
Slaget om Hohenlinden blev udkæmpet den 3. december 1800 som en del af Revolutionskrigene. En fransk hær under Jean Victor Marie Moreau vandt en afgørende sejr over østrigere og bayrere ledet af ærkehertug Johan af Østrig. Efter at være blevet tvunget til et katastrofalt tilbagetog blev de allierede tvunget til at anmode om en våbenhvile, der effektivt afsluttede Anden koalitionskrig. Hohenlinden ligger 33 km øst for München i det moderne Tyskland.
Divisionsgeneral Moreaus hær på 56.000 mand involverede 64.000 østrigere og bayrere. Østrigerne, der troede, at de forfulgte en slået fjende, bevægede sig gennem stærkt skovklædt terræn i fire adskilte kolonner. I stedet overfaldt Moreau østrigerne, da de dukkede ud af Ebersberg-skoven, mens de engagerede Antoine Richepanse-divisionen i et overraskelsesangreb på den østrigske venstre flanke. Idet de udviste fremragende individuelle initiativer lykkedes det for Moreaus generaler at omringe og vinde over den største østrigske kolonne.
Denne knusende sejr kombineret med førstekonsul Napoleon Bonapartes sejr i Slaget ved Marengo den 14. juni 1800 afsluttede Anden koalitionskrig. I februar 1801 undertegnede østrigerne Lunéville-traktaten, idet de accepterede fransk kontrol op til Rhinen og de franske lydrepublikker i Italien og Nederlandene. Den efterfølgende Amiens-traktat mellem Frankrig og Storbritannien indledte den længste pause i krigen i Napoleons periode.